# Liste der Wegekreuze und Bildstöcke in Aachen-Richterich
Die Liste der Wegekreuze und Bildstöcke in Aachen-Richterich listet die Flur- und Wegekreuze sowie die Bildstöcke mit ihrer jeweiligen persönlichen Geschichte – soweit bekannt – im Stadtbezirk Richterich ohne Anspruch auf Vollständigkeit auf.
| Standort                                                                             | Datierung | Beschreibung/Inschrift | Bild           |
| ------------------------------------------------------------------------------------ | --------- | --- | -------------- |
| Alter Heerler Weg, Ecke Bocholtzer Weg/Laurensberger Straße, Ortsteil Horbach (Lage) | unbekannt | Hohes Steinkreuz mit kleinem Korpus auf mehrfach gestuftem Sockel. Inschrift: „Im Kreuz ist Heil.“ |                |
| Banker Feldstraße 2, Ecke Horbacher Straße (Lage)                                    | unbekannt | Steinkreuz auf quadratischem Sockel. Tafel-Inschrift: „Es soll nicht aufhören Saat und Ernte“ |                |
| Banker Feldstraße 161, Ecke Uersfeld, Ortsteil Uersfeld (Lage)                       | 19. Jh.   | Kleines zweifarbiges Metallkreuz mit braunem Korpus auf Granitsockel. Inschrift: „Gelobt sei Jesus Christus. In Ewigkeit Amen“ |                |
| Bocholtzer Weg, Ecke Avantisgelände, Ortsteil Horbach (Lage)                         | unbekannt | Rotes Metallkreuz mit geschwungenen Füßen und mit großem weißem Korpus, direkt am Grenzstein zur Niederlande positioniert |                |
| Bückenthofer Weg, Ecke Heyder Feldweg Ortsteil Horbach (Lage)                        | unbekannt | Granitkreuz mit kleinem dunklem Korpus auf hohem Sockel, Inschrift: „In cruce salus“ | weitere Bilder |
| Forsterheider Straße, Ecke Geuchter Weg, Ortsteil Forsterheide (Lage)                | 1898      | Gedenkkreuz in Erinnerung an die Eheleute Niessen, 1898 (Inschrift nicht vollständig leserlich) |                |
| Forsterheider Straße, Ecke Mühlenfeldweg, Ortsteil Forsterheide (Lage)               | 19. Jh.   | Gusseisenkreuzauf Werksteinsockel mit Korpus, oben auf dem Kreuz angebrachte Plakette mit der Inschrift „INRI“; am Kreuzfuß eine Marienfigur |                |
| Geuchter Feldweg 75, Ortsteil Forsterheide (Lage)                                    | unbekannt | Dunkles Holzkreuz mit hellem Korpus | weitere Bilder |
| Heyder Feldweg, vor Haus Heyden Ortsteil Horbach (Lage)                              | 19. Jh.   | Kräftiges Blausteinkreuz ohne Korpus und ohne Inschrift auf kurzem quadratischem Blausteinsockel | weitere Bilder |
| Horbacher Straße (Lage)                                                              | 1961      | Rundbogiger Bildstock aus Ziegelsteinen. In der Figurennische der Eremit und hl. Antonius von Padua. |                |
| Horbacher Straße 236, Ecke Forsterheider Straße, Ortsteil Forsterheide (Lage)        | 1957      | Schwarzes Granitkreuz mit hellem Korpus auf schwarzem Sockel, aufgesetzt auf Sandsteinsockel, erreichbar über eine fünfstufige Steintreppe aus Naturstein. Inschrift: „Christus vincit, Christus regnat, Christus imperat“ |                |
| Horbacher Straße 368, Ecke Fronrather Weg, Ortsteil Horbach (Lage)                   | 1954      | Rotbraunes Steinkreuz mit schwarzem Korpus auf quadratischem hohem Sockel. Inschrift: „Errichtet im marianischen Jahr 1954“ und „Mein Jesus Barmherzigkeit“, Gesamthöhe 300 cm. |                |
| Lehnsherrenweg, Ecke Bremenberg, Ortsteil Horbach (Lage)                             | 1958      | Steinkreuz mit kleinem dunklem Korpus auf hohem Granitsockel. |                |
| Roermonder Straße 506 (Lage)                                                         | 1818      | Gelbliches Unfallkreuz, Kreuz und Inschrift verwittert. Dazu der externe Tafeltext: „Die Inschrift des Kreuzes besagt, dass am 18. August 1818 Herr Lambert Bragard von Membach unter einem Karren hier verunglückt ist. Herr Bragard kam aus Membach in der Provinz Lüttich und war mit seinem Vater und einer Fuhre Wolle und Stoffe nach Aachen gefahren. Auf der Rückfahrt wurde dann Kohle aus einer Grube in Kohlscheid nach Membach transportiert. Das Kreuz stand früher an einem Wassergraben am Wegesrand vor dem 1931 erbautem Familienhaus, Roermonder Straße Nr. 508.“ | weitere Bilder |
| Scherbstraße Ortsteil Horbach (Lage)                                                 |           | Kleines Holzkreuz mit Schutzdach und Kruzifix aus Metall an einem Baum. | weitere Bilder |
| Uersfeld 2, Ortsteil Uersfeld (Lage)                                                 | 1862      | Schmales Metallkreuz mit kleinem Korpus auf hohem Sockel vor dem Gut Groß-Uersfeld. Inschrift: „G.H.1862“ |                |
| Vetschauer Weg, Ecke Gierstraße (Lage)                                               | 19. Jh.   | Steinkreuz auf quadratischem hohem Sockel. Keine Inschrift erkennbar |                |